# Glàucies d'Egina
Glàucies d'Egina (grec antic: Γλαυκίας, llatí: Glaucias) fou un escultor grec natural d'Egina que va fer diverses estàtues de bronze, entre les quals la del tirà Geló I de Gela i Siracusa en commemoració de la seva victòria a la carrera de carros a l'olimpíada 73 (488 aC). També va fer estàtues de l'atleta Filó, el boxejador Glauc de Carist, i de Teàgenes de Tassos. Va florir vers el 490-480 aC.